# Kビジョン
Kビジョン株式会社（ケイビジョン、Kvision CO.,LTD.）は、山口県下松市に本社があるケーブルテレビ局。下松市、光市、周南市、平生町、上関町が出資する第三セクターである。

## 歴史
- 1995年（平成7年）2月6日 - 下松ケーブルテレビ株式会社（くだまつケーブルテレビ）として設立（初代代表取締役社長・山田宏）。
- 1996年（平成8年）5月30日 - 下松市で開局。
- 1997年（平成9年）3月 - 熊毛町（当時・現在の周南市熊毛地区）で開局。
- 1998年（平成10年）9月 - 光市で開局。
- 2003年（平成15年）
  - 2月 - 大和町（当時・現在の光市の一部）で開局。
  - 7月1日 - 現在の商号に社名変更。
- 2004年（平成16年）10月1日 - JC-HITSの利用を開始。
- 2006年（平成18年）7月1日 - 地上波のうち、山口県内に系列局がある県外民放局（NNN/NNS・JNN・ANN系列局）のチャンネル番号を変更。
- 2008年（平成20年）4月 - 平生町・上関町で開局。

## 役員
- 代表取締役会長 - 山田正敏
- 代表取締役社長 - 杉田昌士（読売新聞出身）
- 取締役専務 - 矢田民也（前・読売新聞西部本社編集局次長、読売新聞から出向中）

## サービスエリア
全て山口県。
- 下松地区 - 下松市
- 光地区 - 光市
- 周南市 - 周南市（熊毛地区）
- 平生・上関地区 - 山口県平生町、上関町
  - 2007年8月認可。2008年4月よりサービス開始。

## 主な放送チャンネル

### 地上波系列別再送信局
| NHK-G   | NHK-E   | NNN/NNS               | ANN                        | JNN                     | TXN                              | FNN/FNS      | JAITS |
| ------- | ------- | --------------------- | -------------------------- | ----------------------- | -------------------------------- | ------------ | ----- |
| NHK山口 | NHK山口 | 山口放送 ※FBS福岡放送 | 山口朝日放送 ※九州朝日放送 | テレビ山口 ※RKB毎日放送 | TVQ九州放送 （平生・上関を除く） | テレビ西日本 |       |

### テレビ局
- 放送されているチャンネル一覧と番号については公式Webサイトを参照のこと。

- 地上デジタルテレビジョン放送はパススルー方式のため、地上デジタル対応テレビまたはチューナーであれば視聴可能（うち下松市・周南市エリアは周波数変換パススルー）。
- デジタル放送はJC-HITSを使用している。
- デジタル再送信についてTVQ九州放送は2011年7月24日 9:00（平生・上関は協議中につき開始時期未定。）、テレビ西日本は2008年11月6日にそれぞれ開始した。
- かつては下松・熊毛の各地区ではRKB毎日放送・九州朝日放送・福岡放送・中国放送・広島テレビ・広島ホームテレビ・テレビ新広島、光地区ではRKB毎日放送・九州朝日放送・福岡放送がそれぞれ再送信されていたが、アナログテレビ放送終了と同時に再送信も廃止されている。

### ラジオ局
| MHz  | 放送局       |
| ---- | ------------ |
| 78.4 | しゅうなんFM |
| 79.2 | FM山口       |
| 85.3 | NHK山口      |
| 92.3 | エフエムKRY  |

## 電話サービス
- ケーブルプラス電話（KDDIとの業務提携により提供する固定電話サービス）